# سياه تشم (أمجز)
سیاه تشم (بالفارسية: سیاه چشم) هي منطقة سكنية تقع في إيران في قسم أمجز الريفي.